# Jaume Asens

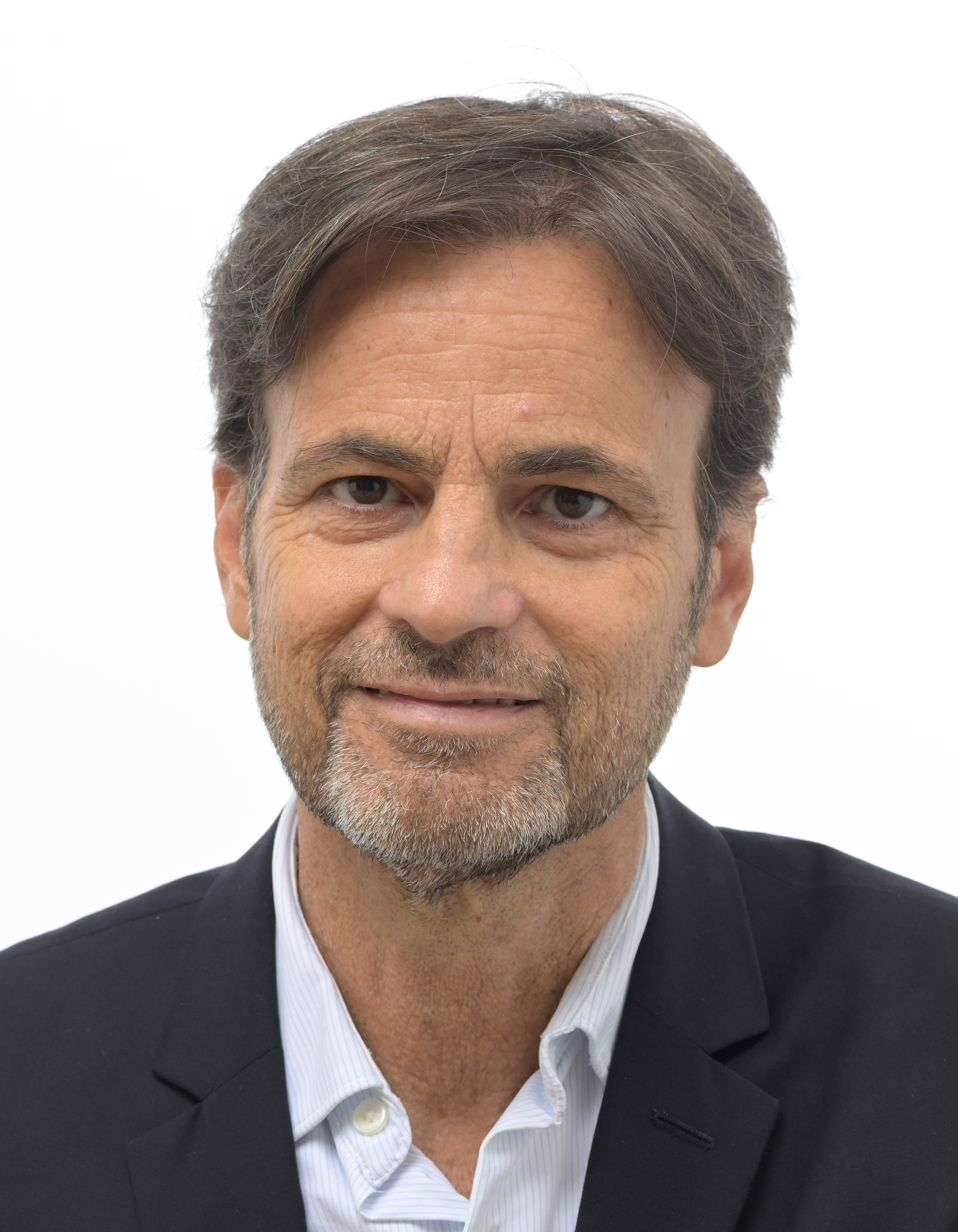
Jaume Asens

Jaume Asens i Llodrà ist ein spanischer Politiker des Movimento Sumar. Seit 2024 ist er Mitglied des Europäischen Parlaments.

## Leben
Asens ist Anwalt und engagierte sich seit den 2000er-Jahren in katalanischen sozialistischen Bewegungen. Er beteiligte sich an der Gründung von Barcelona en Comú und war unter Ada Colau stellvertretender Bürgermeister von Barcelona. Später war er Abgeordneter im Congreso de los Diputados und führte für einige Zeit seine Partei Comuns an. Im Juni 2023 kündigte er seinen Rückzug aus der Politik an.
Seit seinem Einzug ins Europäische Parlament ist Arnaoutoglou in der 10. Legislaturperiode (2024–2029) Mitglied der Fraktion Grüne/EFA, im Ausschuss für bürgerliche Freiheiten, Justiz und Inneres und im Unterausschuss Menschenrechte sowie stellvertretendes Mitglied im Ausschuss für auswärtige Angelegenheiten. Er ist zudem Mitglied der Delegation für die Beziehungen zu Palästina. Als solches behauptete er im Oktober 2024, von der israelischen Armee angegriffen worden zu sein.